# Лихута (река)
Лихута — река в России, протекает в Ярославской области. Устье реки находится в 32 км по левому берегу реки Нерехты. Длина реки — 11 км.
Исток находится восточнее деревни Большое Панино. Течёт в основном на восток. Протекает вблизи деревень Новосёлки, Дятловка, 2-е Лепилово, Новые Липки, после которых впадает в Нерехту.

## Данные водного реестра
По данным государственного водного реестра России относится к Верхневолжскому бассейновому округу, водохозяйственный участок реки — Волга от Рыбинского гидроузла до города Кострома, без реки Кострома от истока до водомерного поста у деревни Исады, речной подбассейн реки — Волга ниже Рыбинского водохранилища до впадения Оки. Речной бассейн реки — (Верхняя) Волга до Куйбышевского водохранилища (без бассейна Оки).
Код объекта в государственном водном реестре — 08010300212110000011399.